# Rising (album Yoko Ono)
Rising è un album discografico dell'artista giapponese Yōko Ono pubblicato nel 1995 dalla Capitol Records.
Pubblicato il 7 novembre, il disco vede la presenza del gruppo musicale IMA come band d'accompagnamento. La band era composta dal figlio della Ono Sean Lennon, da Timo Ellis, e Sam Koppelman. L'album ha venduto circa 11 000 copie negli Stati Uniti.

## Tracce
- Tutti i brani sono opera di Yōko Ono.

1. Warzone - 1:55
2. Wouldnit - 3:02
3. Ask the Dragon - 4:12
4. New York Woman - 2:07
5. Talking to the Universe - 3:31
6. Turned the Corner - 2:58
7. I'm Dying - 6:18
8. Where Do We Go from Here? - 3:02
9. Kurushi - 7:59
10. Will I - 2:27
11. Rising - 14:28
12. Goodbye My Love - 2:22
13. Revelations - 5:35

## Formazione
- Yoko Ono - voce
- Sean Ono Lennon - chitarre, basso, cori, tastiere
- Timo Ellis - chitarre, basso, batteria
- Sam Koppelman - basso, batteria, percussioni